# Zorin OS
Zorin OS je linuxová distribuce postavená na základě Ubuntu. Aktuální stabilní verze má číslo 17 a byla vydána 20. prosince 2023. Zorin OS má grafické uživatelské rozhraní, které je podobné systému Microsoft Windows. To usnadňuje uživatelům Windows přejít na Linux. Vzhledem k tomu že, Zorin OS je založen na Ubuntu, které má širokou uživatelskou základnu, je snadné získat podporu i pro Zorin. Zorin OS je uvolněn pod GPL – to umožňuje jeho uživatelům volně ho kopírovat, distribuovat, studovat, měnit, rozvíjet a zlepšovat. Zorin OS je také zdarma, stejně jako většina linuxových distribucí, s volitelnou prémiovou edicí, která poskytuje uživateli více funkcí a balíků.

## Historie
Zorin OS byl poprvé oznámen v září 2008 – to je také čas, kdy začal jeho vývoj. V plánu bylo vytvořit linuxovou distribuci založenou na Ubuntu pro uživatele Microsoft Windows, kteří mají obtíže s přechodem na Linux. Zorin OS měl být uvolněn 1. ledna 2009, ale vydání bylo opožděno kvůli technickým problémům. První beta verze Zorin OS byla vydána 5. května 2009. Druhá betaverze, Zorin OS Lite beta, byla vydán 30. května 2009. Zorin OS Lite Beta byla zmenšená verze bety ze začátku téhož měsíce. Další plány projektu Zorin OS, Zorin OS Educational, byly zrušeny. Jednalo by se o operační systém Zorin OS založený na Zorin OS Lite, zaměřený na vzdělávání. Zorin OS Lite byl přejmenován na Zorin OS a původní Zorin OS (z první betaverze) byl zrušen. První stabilní verze Zorin OS byla uvolněna 1. července 2009. Zorin OS 1.0 měla více než 4000 uživatelů, z nichž čtvrtina přešla k Zorin OS v jeho prvním týdnu vydání.
Zorin OS byl v oblasti vzdělávání testován v Keni a dalších afrických zemí. Tento program byl zřízen irskou charitou Camara, která dodávala počítače pro vzdělávání veřejnosti v Africe. V současné době používá Camarabuntu, ale byla vytvořena uživatelská příručka a podpora pro případný přechod k Zorin OS.
Zorin OS Limited Edition '09 byl vydán 7. prosince. Byla to preview verze Zorin OS 2.0. Limited Edition byla v prodeji pouze na DVD.
1. ledna 2010 byl vydán Zorin OS 2.0. Tato nová verze představovala přepracované uživatelské rozhraní, nový motiv, velký počet nových tapet na plochu, nové a aktualizované programy a další. Po průzkumu bylo rozhodnuto, že se uživatelské rozhraní bude podobné jako ve Windows 7. Bylo uvedeno nové světlejší téma s názvem „Shine“ a představilo se mnoho nových programů, jako je například video editor Kino a IM klient Empathy.
Zorin OS 7 Core a Ultimate byly vydány 9. června 2013 s novým tématem. S uvedením Zorin OS 7 se objevil Zorin Look Changer. Ten umožňuje přepínat mezi vzhledy Windows 7 – Windows XP – GNOME ve verzi Core a OS X – Unity – a Windows 2000 – ve verzi Ultimate.

## Funkce
Zorin OS je určen pro snadné použití a obsahuje mnoho programů, jako je editor fotografií GIMP, webový prohlížeč Firefox, kancelářský balík LibreOffice a přehrávač hudby Rhythmbox. Zorin OS zahrnuje program Zorin Appearance pro snadné přizpůsobení plochy. Zorin OS také obsahuje Wine, které umožňuje běh programů určených pro Windows, a také Bottles, nástroj pro snadnější obsluhu Wine. Řadu efektů ve správci oken umožňuje předinstalovaný Compiz.

## Instalace
Zorin OS lze stáhnout ve formátu .iso pro vypálení na DVD nebo instalaci pomoci USB flash disku. Zorin OS lze také spustit přímo z DVD nebo USB jako Live DVD/USB, to ale snižuje výkon kvůli omezené rychlosti přenosu. Zorin OS používá instalátor Ubiquity, který provede uživatele celým procesem instalace.